# معتمدية حمام الشط
معتمدية حمام الشط إحدى معتمديات الجمهورية التونسية، تابعة لولاية بن عروس.